# 汽车钥匙

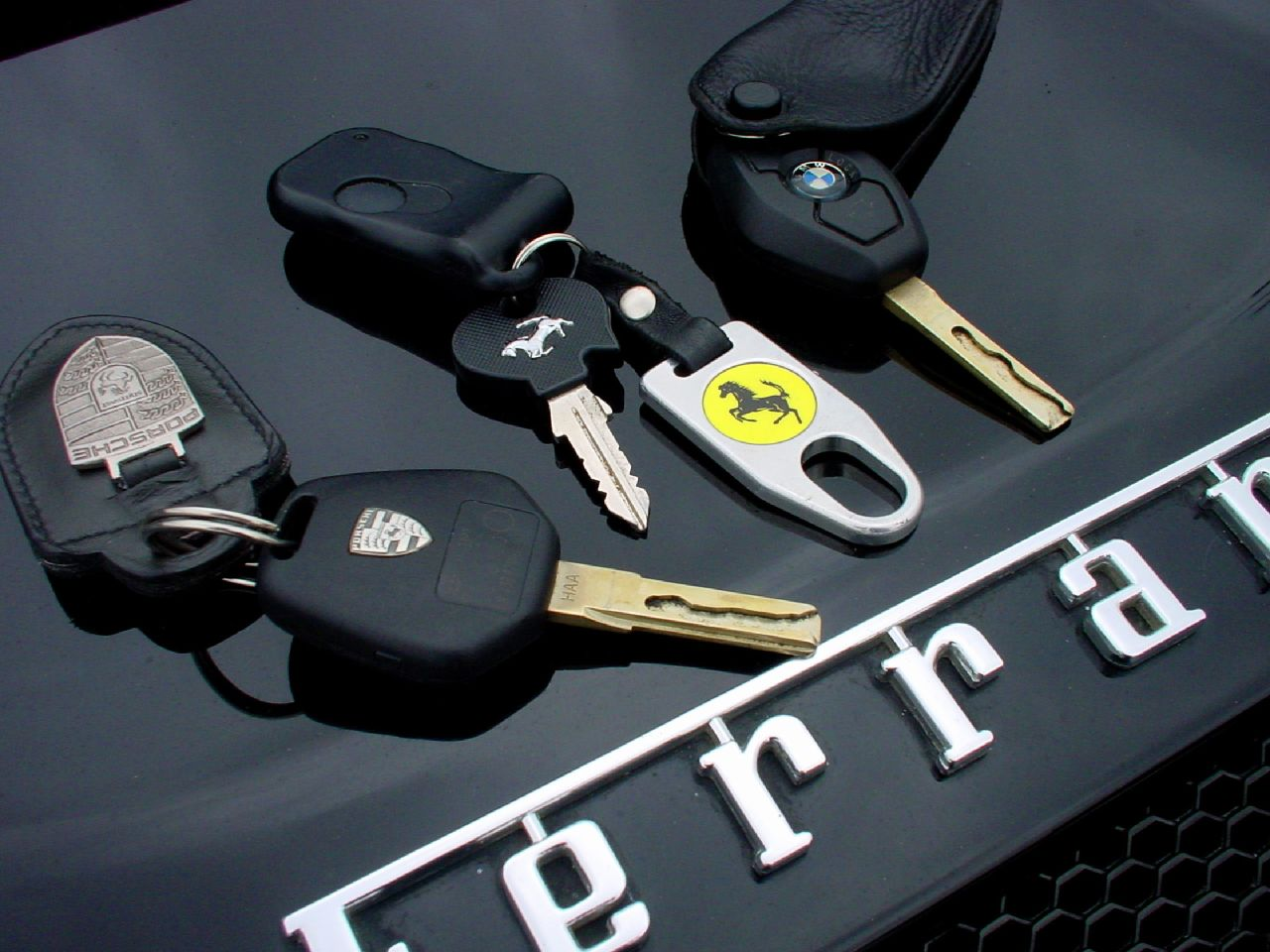
一些汽车钥匙

汽车钥匙是用于锁定、打开和/或启动汽车的鑰匙。汽车钥匙可以打开车门、手套箱和後備箱，启动点火系统。
早期汽车配有车门钥匙，但第一个可以操作启动装置的点火钥匙是由克莱斯勒于1949年推出的。